# Deep Purple (Album)
Deep Purple (englisch für ‚Tiefes Purpur‘), auch bekannt als Deep Purple III, ist das dritte Studioalbum der britischen Hard-Rock-Band Deep Purple aus dem Jahr 1969. Es ist das letzte Album, das in der Urbesetzung (Mk. I) aufgenommen wurde. Danach wurden der Sänger Rod Evans und der Bassist Nick Simper durch Ian Gillan und Roger Glover ersetzt.

## Hintergrund

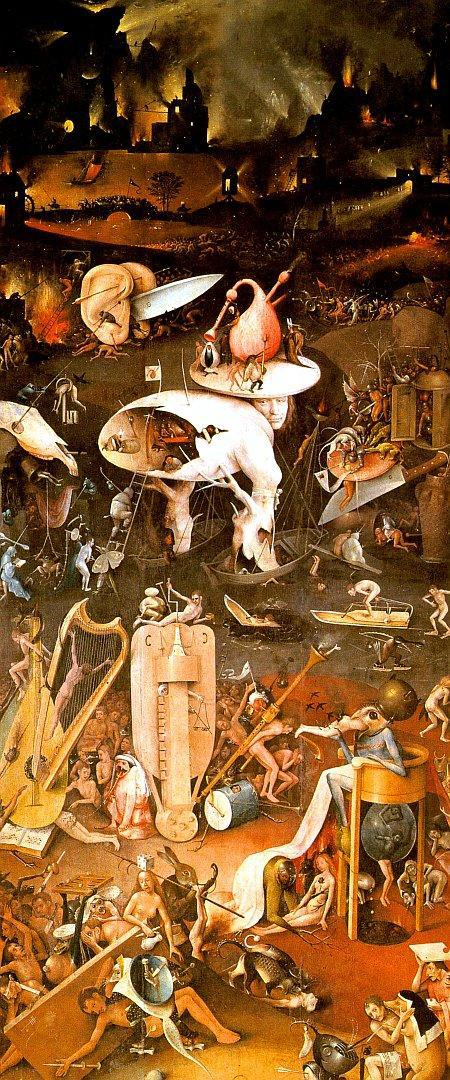
Die Hölle, der rechte Innenflügel des Triptychons von Hieronymus Bosch. Die untere Hälfte des Bildes wurde für das Cover des Albums verwendet.

Da das US-Label Tetragrammaton in der Zeit der Veröffentlichung Konkurs anmeldete, sind originale US-Editionen selten. Das Album verkaufte sich schlechter als die zwei vorangegangenen Alben und erreichte in den USA Position 162 der Charts. Am 3. Februar 2000 wurde eine remasterte Version des Albums mit fünf zusätzlichen Liedern veröffentlicht. Auf den ersten Veröffentlichungen von Deep Purple wurden die beiden Lieder Fault Line und The Painter zu einem Titel zusammengefasst. Die Schallplatte wurde auch in Deutschland hergestellt von CRYSTAL Schallplatten GmbH – Pressed by EMI Elektrola und Printed in Germany by Druckhaus Maack. Diese Schallplatte wurde u. a. 1976 produziert und enthält die Originaltitel (siehe unten Titelliste).
Für das Plattencover, als Gatefold-Cover ausgeführt, wurde der untere Teil des rechten Flügels des Triptychons Der Garten der Lüste (Die musikalische Hölle) von Hieronymus Bosch in schwarz-weiß verwendet, in das ein kleines Bild der Band eingearbeitet wurde.

## Musikstil
Musikalisch zeigt sich am Album eine Abwendung von den eigenen Progressive-Rock-Ursprüngen hin zum Hard Rock. Aus Sicht von Kritikern sei hier sowohl die Intensität des frühen Heavy Metal als auch die Komplexität von Progressive-Rock-Stücken erkennbar. Vom Song April, einer dreiteiligen Hommage an den Monat April, dessen Mittelteil von einem Kammerorchester gespielt wurde, wurden Parallelen zur Five Bridges Suite von The Nice gezogen.

## Titelliste
Seite Eins:
1. Chasing Shadows (Lord & Paice) – 5:29
2. Blind (Lord) – 5:20
3. Lalena (Donovan) – 5:00
4. (a) Fault Line (Lord, Blackmore, Paice & Simper) – 1:46

(b) The Painter (Lord, Blackmore, Evans, Paice & Simper) – 3:51
Seite Zwei:
1. Why Didn’t Rosemary? (Blackmore, Lord, Evans, Simper & Paice) – 4:56
2. Bird Has Flown (Evans, Blackmore & Lord) – 5:29
3. April (Blackmore & Lord) – 12:10

Bonustracks (Remastered-CD von 2000):
1. The Bird Has Flown (Evans, Blackmore, Lord) – 2:54 (Alternative A-Seiten-Version)
2. Emmaretta (Evans, Blackmore, Lord) – 3:00 (B-Seite, Single)
3. Emmaretta (Evans, Blackmore, Lord) – 3:09 (BBC-Radiokonzert vom 14. Januar 1969)
4. Lalena (Donovan) – 3:33 (BBC-Radiokonzert vom 24. Juni 1969)
5. The Painter (Evans, Blackmore, Simper, Lord, Paice) – 2:18 (BBC-Radiokonzert vom 24. Juni 1969)